# HD 21722
HD 21722，又名CP-69 192，SAO 248804、HR 1064，是一颗恒星，视星等为5.96，位于銀經285.65，銀緯-42.24，其B1900.0坐标为赤經3h 25m 8.2s，赤緯-69° -42.24′ 10″。